# Салту (Сан-Паулу)
Салту (порт. Salto)  —  муниципалитет в Бразилии, входит в штат Сан-Паулу. Составная часть мезорегиона Макрорегион агломерации Сан-Паулу. Входит в экономико-статистический  микрорегион Сорокаба. Население составляет 108 552 человека на 2006 год. Занимает площадь 134,258 км². Плотность населения — 808,5 чел./км².
Праздник города —  16 июня.

## История
Город основан в 1698 году.

## Статистика
- Валовой внутренний продукт на 2003 составляет 931.480.222,00 реалов (данные: Бразильский институт географии и статистики).
- Валовой внутренний продукт на душу населения на 2003 составляет 9.177,78 реалов (данные: Бразильский институт географии и статистики).
- Индекс развития человеческого потенциала на 2000 составляет 0,809 (данные: Программа развития ООН).

## География
Климат местности: умеренный. В соответствии с классификацией Кёппена, климат относится к категории Cfa.

## Галерея

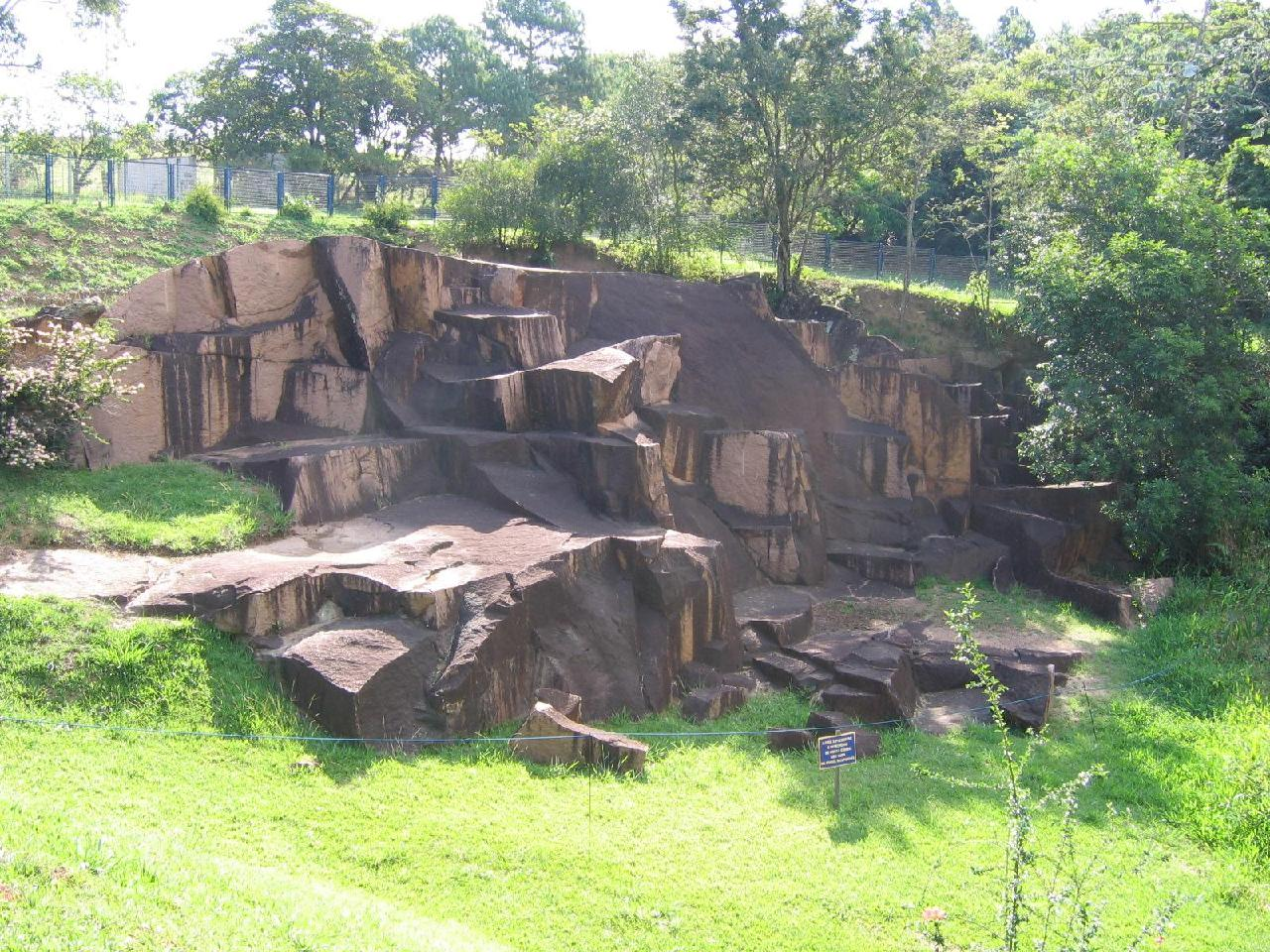
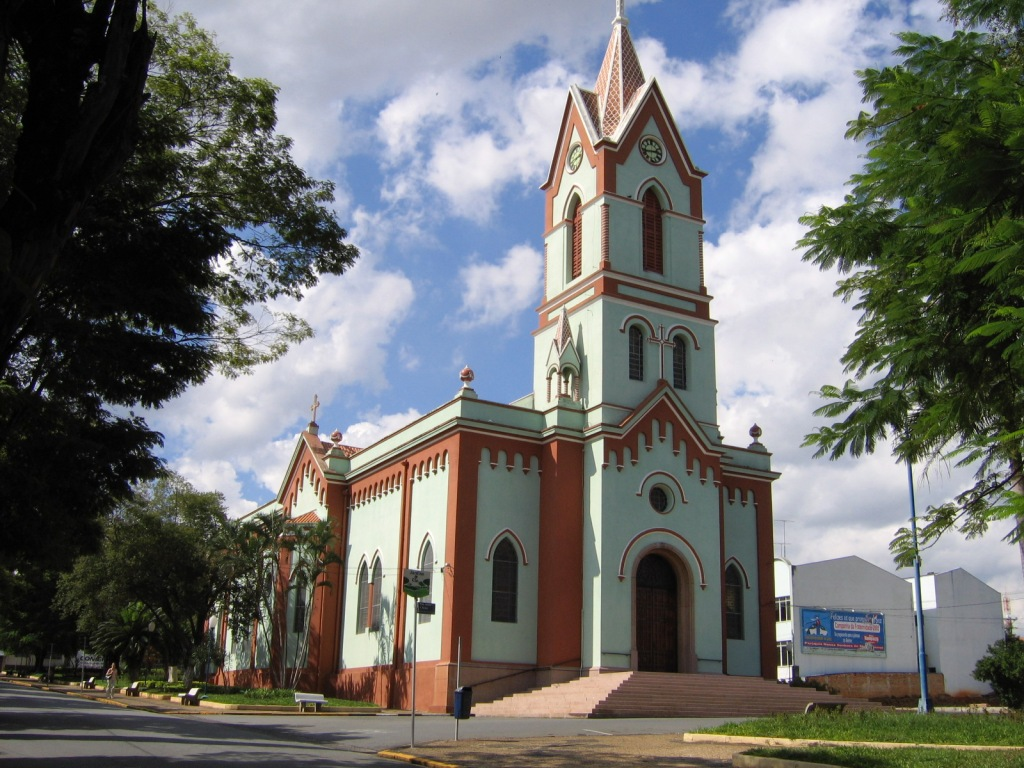
Собор
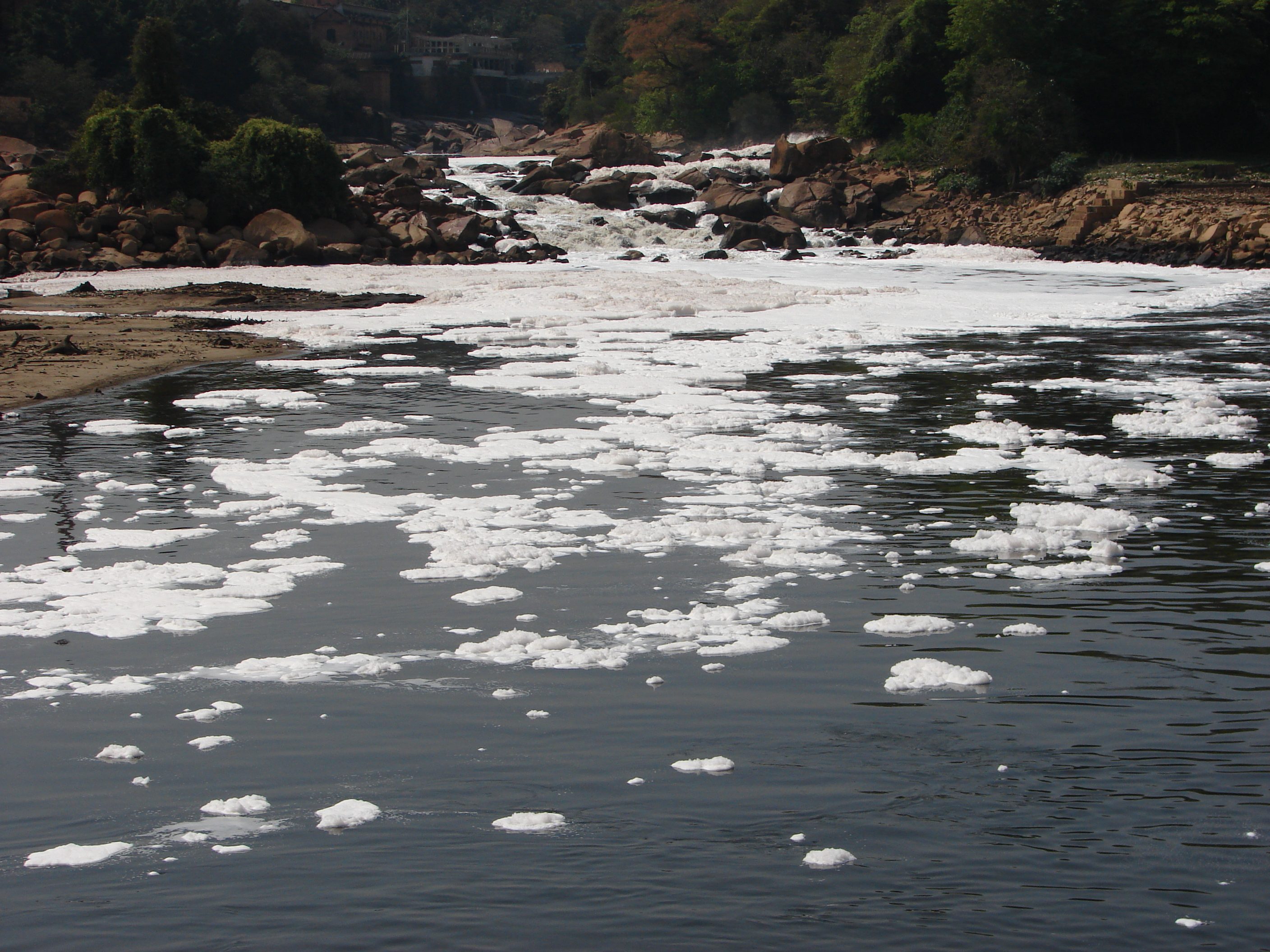